# Diénay
Diénay ist eine französische Gemeinde mit 383 Einwohnern (Stand: 1. Januar 2022) im Département Côte-d’Or in der Region Bourgogne-Franche-Comté. Sie gehört zum Arrondissement Dijon und zum Kanton Is-sur-Tille. Die Einwohner werden Diénaysois genannt.

## Geographie
Diénay liegt etwa 25 Kilometer nördlich von Dijon an der Tille. Die Gemeinde wird umgeben von Saulx-le-Duc im Norden und Nordwesten, Is-sur-Tille im Osten, Chaignay im Süden sowie Villecomte im Westen und Südwesten.

## Bevölkerungsentwicklung
| Jahr                       | 1962 | 1968 | 1975 | 1982 | 1990 | 1999 | 2006 | 2013 | 2019 |
| Einwohner                  | 197  | 205  | 165  | 230  | 241  | 235  | 252  | 335  | 377  |
| Quellen: Cassini und INSEE |      |      |      |      |      |      |      |      |      |

## Sehenswürdigkeiten
- Kirche Saint-Corneille aus dem 16. Jahrhundert, Umbauten aus dem 18. Jahrhundert
- Gutshof
- Schloss Meixmoron
- Ehemaliges Gestüt von Burgund

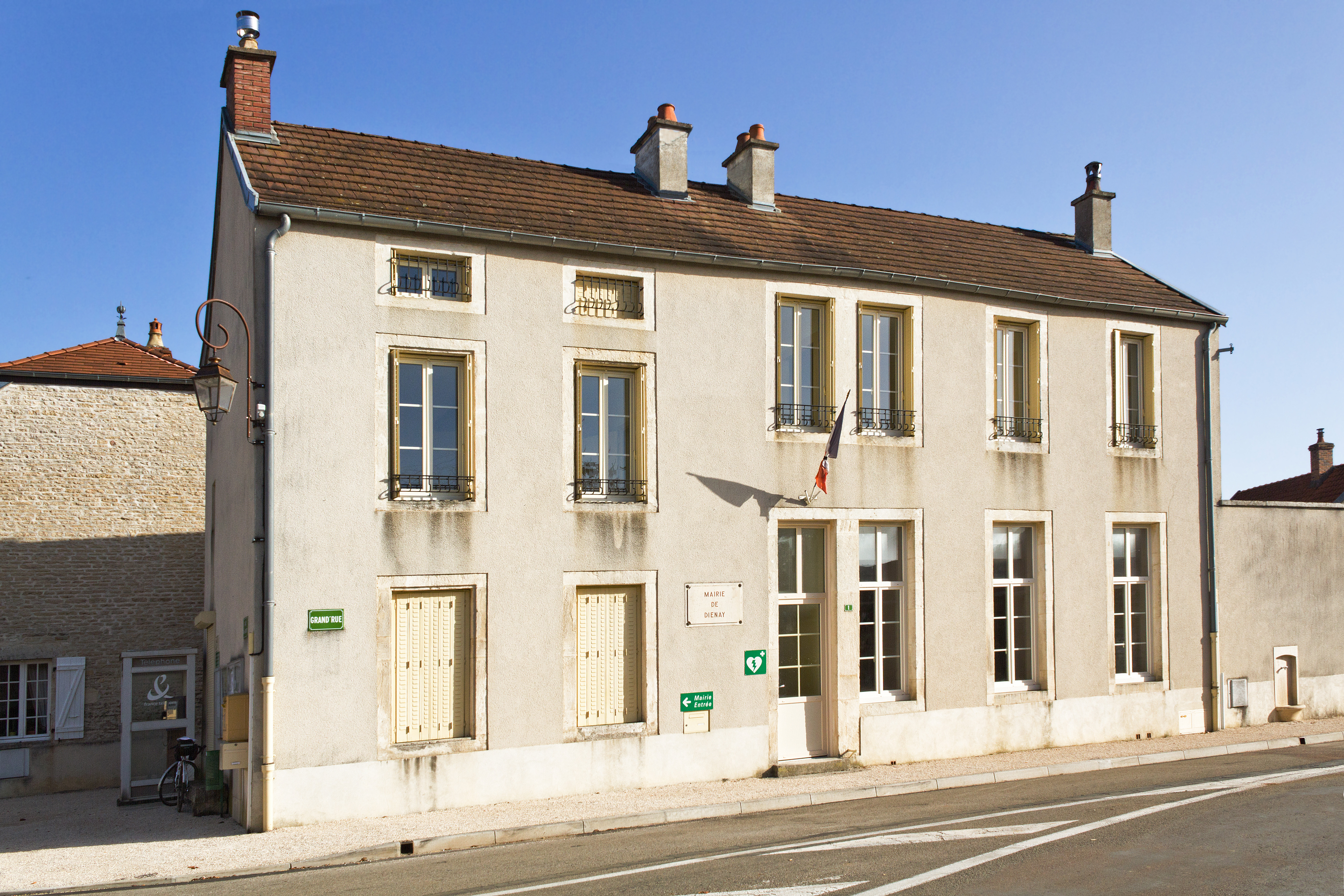
Rathaus (Mairie) von Diénay
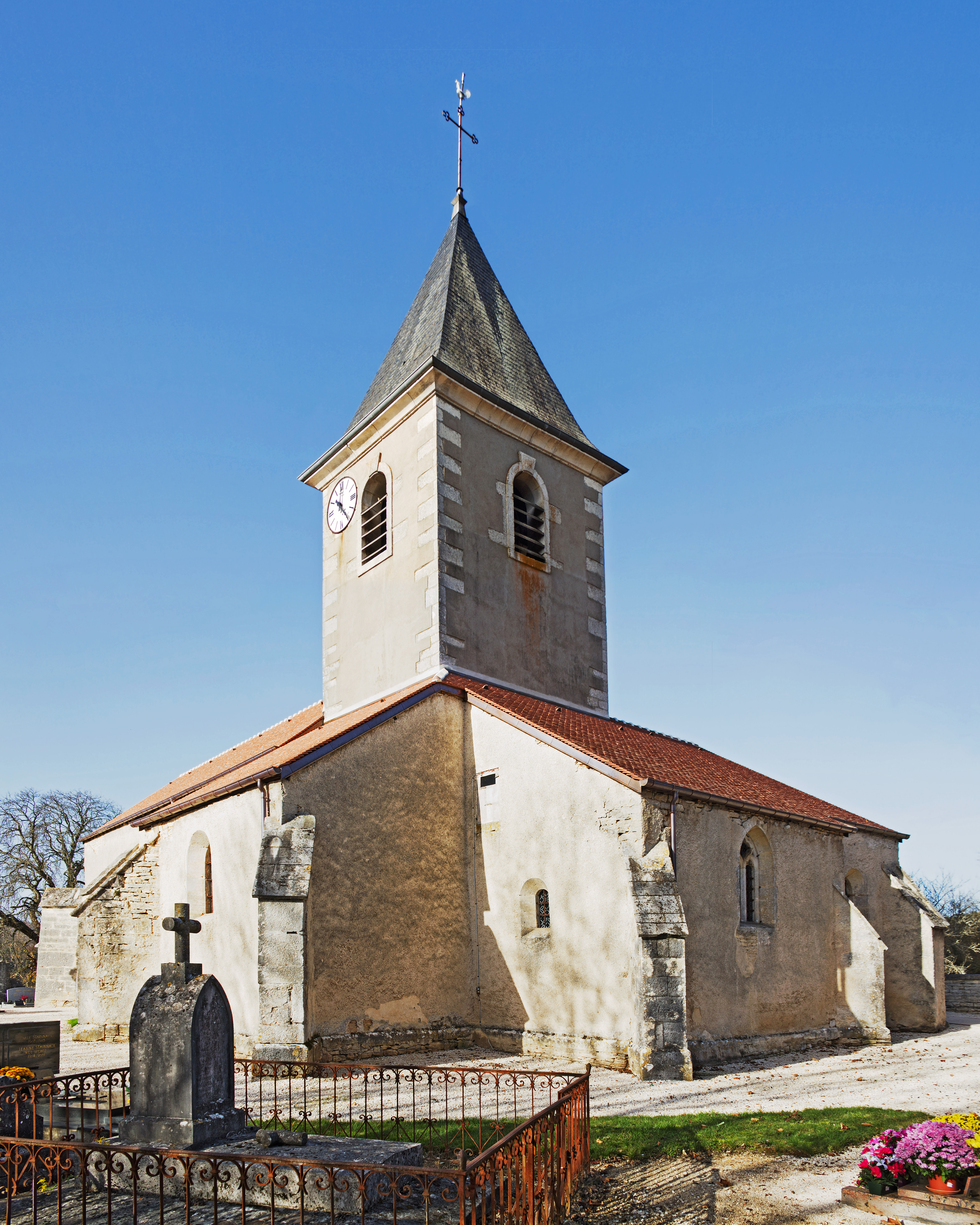
Kirche Saint-Corneille
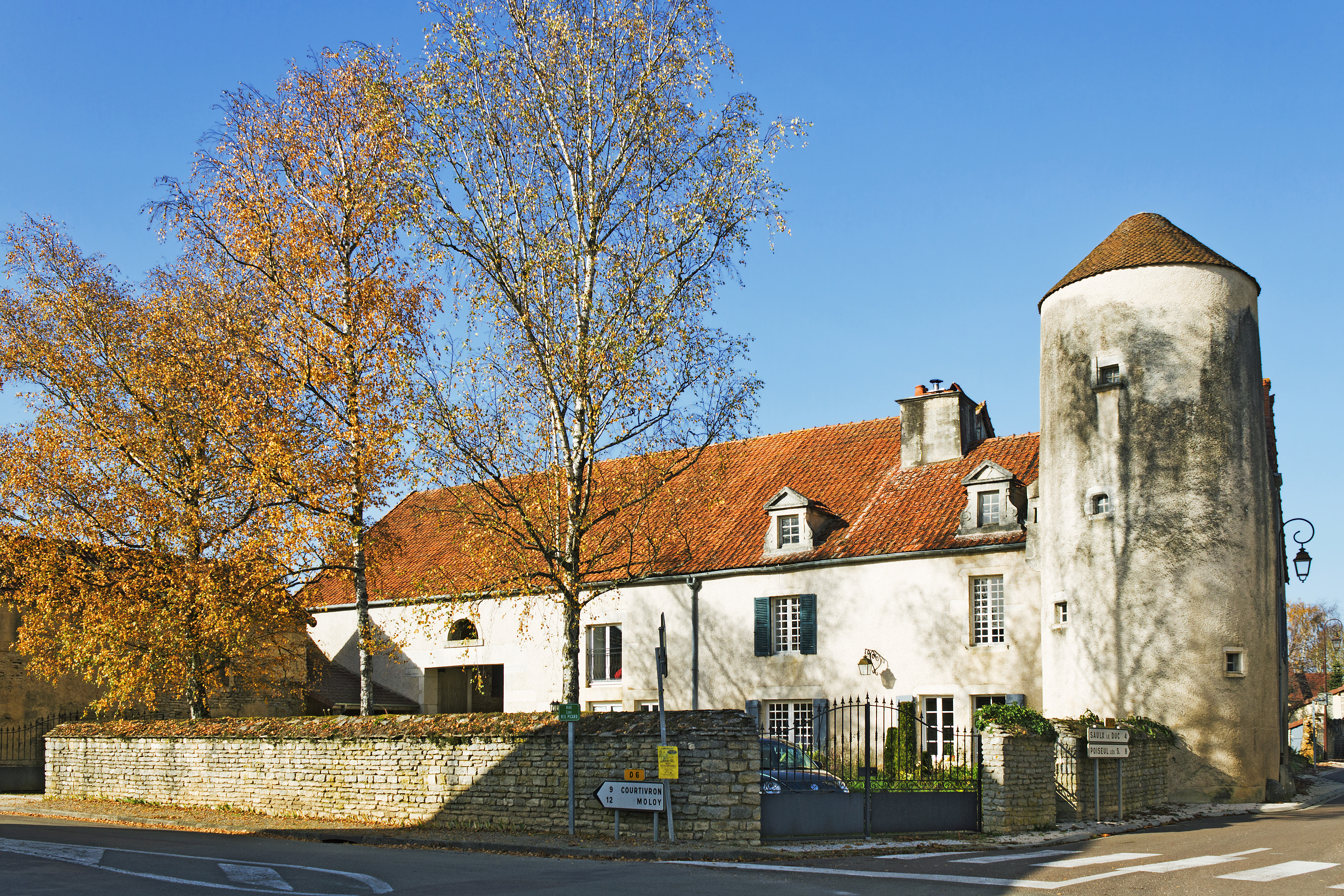
Gutshof
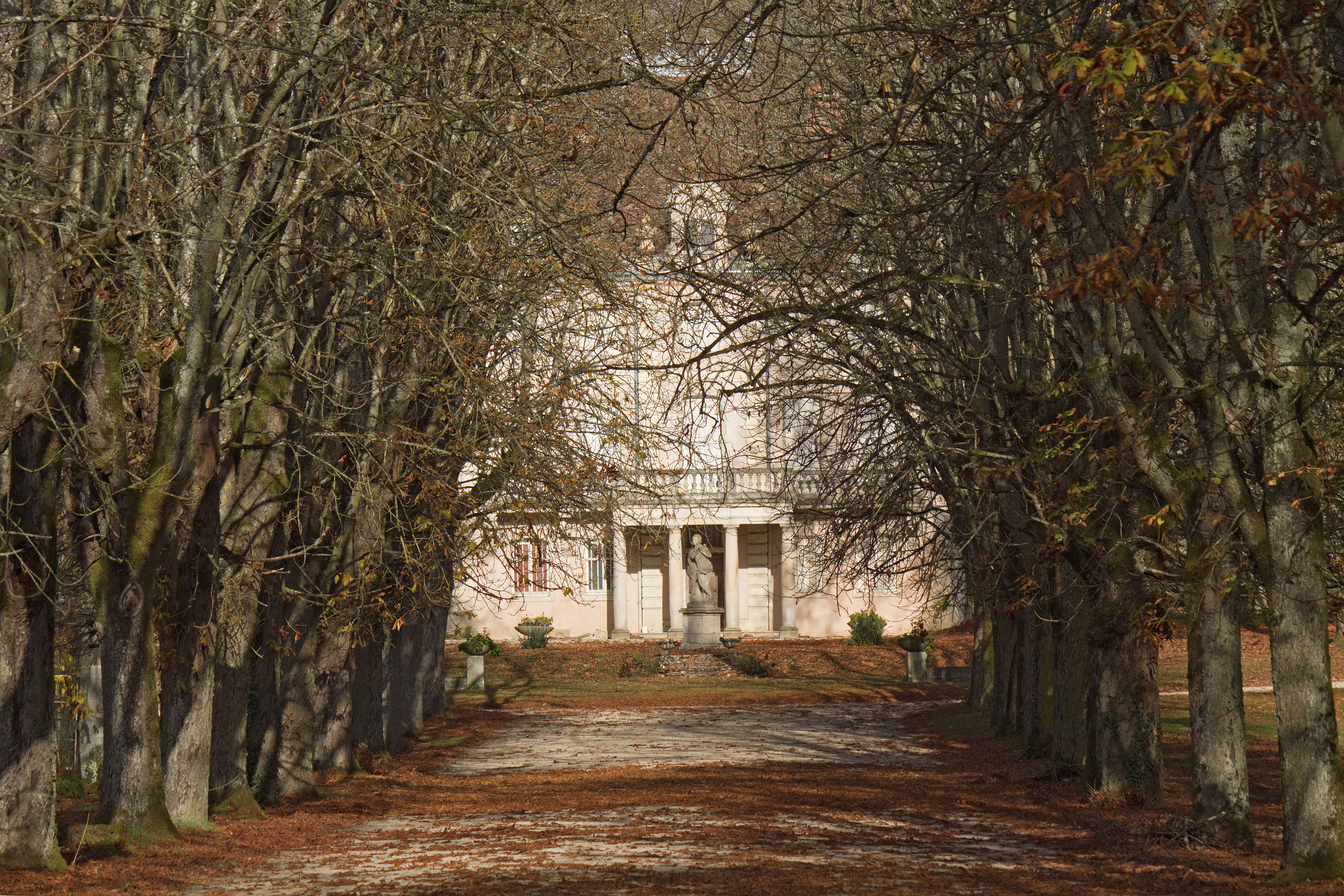
Schloss Meixmoron
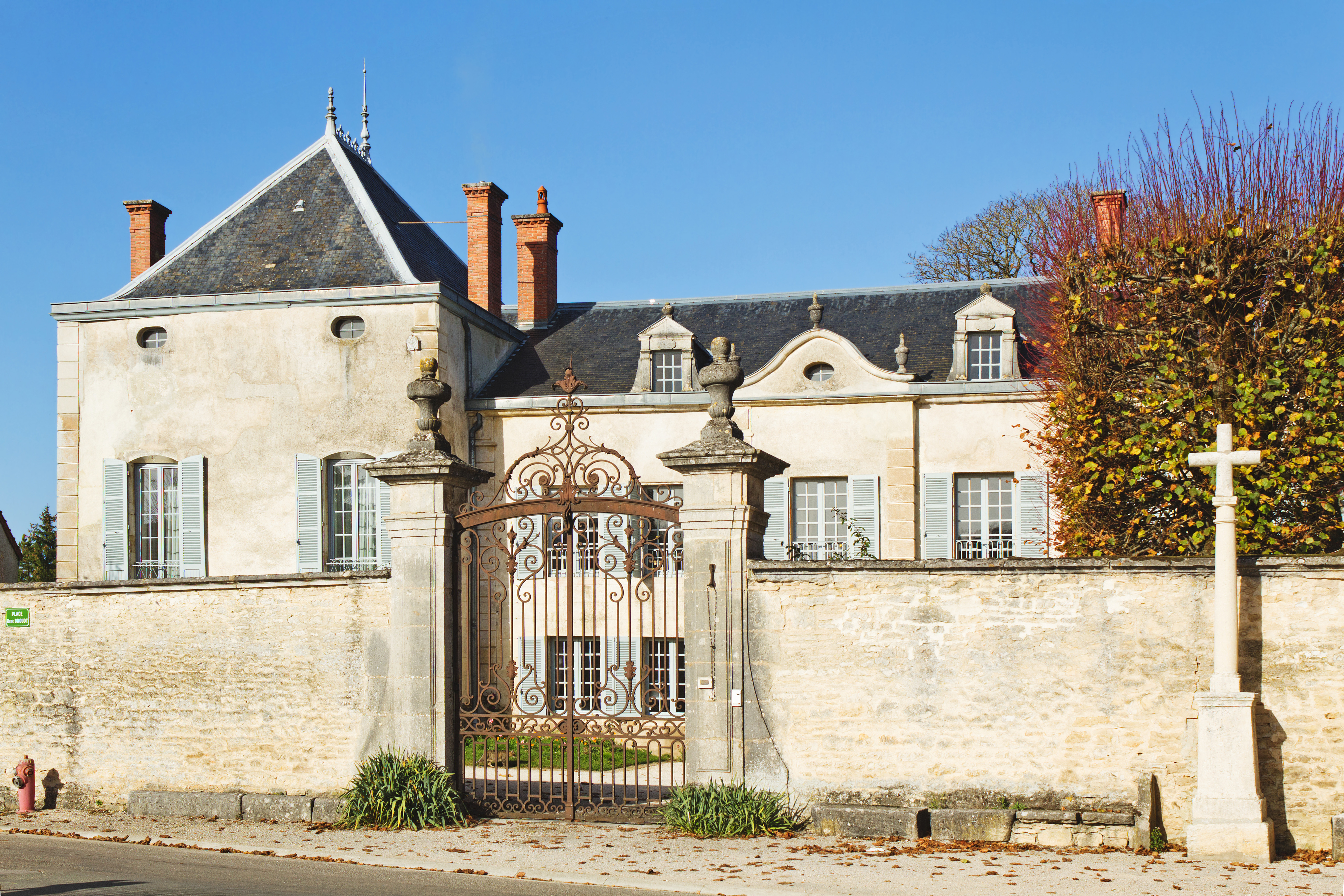
Ehemaliges Gestüt